# Jarosław Gajewski
Jarosław Gajewski (ur. 18 lutego 1961 w Skierniewicach) – polski aktor teatralny i filmowy, profesor sztuk teatralnych (2008), profesor zwyczajny Akademii Teatralnej (2012) i jej wieloletni prorektor (1993–1999 oraz 2002–2008), zastępca dyrektora naczelnego – dyrektor artystyczny Teatru Polskiego w Warszawie (2011–2016).

## Życiorys
W 1984 ukończył Państwową Wyższą Szkołę Teatralną w Warszawie. Zadebiutował w teatrze 10 maja 1984. Aktor scen stołecznych: Teatru Polskiego (1984–1987), Teatru Dramatycznego (1987–2003) i Teatru Narodowego (2003–2010 i od 2016).

## Filmografia
- 2021: Kamerdyner – Henryk Konieczny
- 2021: Nędzarz i Madame – dyrektor Jan Jasiński
- 2019: Młody Piłsudski – doktor Radziwiłłowicz (odc. 3, 7, 9)
- 2018: Kamerdyner – Henryk Konieczny
- 2018: Relax – Karaś, urzędnik Urzędu ds. Cudzoziemców
- 2016: Ostatnia rodzina – redaktor „Pegaza”
- 2016: Semper fidelis – antykwariusz
- 2015: Ranczo – redaktor naczelny „Super Faktów” (odc. 110, 114)
- 2013: Ojciec Mateusz – Marek Adamus (odc. 118)
- 2013: W ciemnym lesie
- 2012: Prawo Agaty – prokurator oskarżający Bartosika (odc. 9)
- 2011: Nocna wizyta – doktor
- 2011: Urodziny – adwokat
- 2010: Belcanto – literat Szymański
- 2010: Fenomen – redaktor naczelny
- 2007: Ekipa – Waldemar, minister MSWiA (odc. 8–10)
- 2007: Nie ma o czym milczeć – jasnowidz (niewymieniony w czołówce)
- 2006: Fałszerze – powrót Sfory – adwokat Starewicza (odc. 1, 8)
- 2005: Parę osób, mały czas – Ludwik
- 2004: Całkiem nowe lata miodowe – doktor Zawisza (odc. 14)
- 2002: Sfora – adwokat Starewicza (odc. 2, 7)
- 2001: Marszałek Piłsudski – Semen Petlura (odc. 5)
- 2000: Weiser – lekarz, sąsiad Pawła
- 2000–2001: Miasteczko – dyrektor w banku
- 1999: Pierwszy milion – Henryk Kajzar
- 1999: Egzekutor – wykładowca etyki
- 1998–2003: Miodowe lata – doktor Zawisza
- 1997: Sława i chwała – rejent Aleksander Olszowski (odc. 4)
- 1997: Darmozjad polski – robotnik rozbierający dom Juliusza
- 1993: Człowiek z... – redaktor w tv
- 1993: Do widzenia wczoraj. Dwie krótkie komedie o zmianie systemu – organizator Muzeum Komunizmu w TV
- 1992: Wielka wsypa – producent kaftaników
- 1990: Europa, Europa – wychowawca w szkole Komsomołu
- 1989: Modrzejewska – mężczyzna w hotelu „Moldavie” (odc. 3)
- 1984: Bohun i Kmicic – milicjant Franek

## Dubbing
- 2012: Andrzej Sapkowski, Boży bojownicy, audiobook – Bohuchval Neplach (Flutek)
- 2011: Umberto Eco, Cmentarz w Pradze, audiobook – lektor
- 2011: Harry Potter i Insygnia Śmierci. Część II – Pius Thicknesse
- 2011: Auta 2 – Van( turysta facet)
- 2010: Harry Potter i Insygnia Śmierci. Część I – Pius Thicknesse
- 2009: Dzieci Ireny Sendlerowej – Brand
- 2009: Opowieść wigilijna – Duch Wigilijnej Przeszłości
- 2007: Książę i żebrak – hollywoodzka opowieść – Pop
- 2006: Auta – Van (turysta facet)
- 2005: Garbi: super bryka – Larry
- 1998: Garby w Czternaście bajek z Królestwa Lailonii Leszka Kołakowskiego – Ajio/Garb Ajio
- 1998: O sławnym człowieku w Czternaście bajek z Królestwa Lailonii Leszka Kołakowskiego – lektor TV
- 1992–1998: Batman

## Ordery i odznaczenia
- Krzyż Kawalerski Orderu Odrodzenia Polski (29 czerwca 2023)[1]
- Złoty Krzyż Zasługi (10 czerwca 2002)[2]
- Srebrny Medal „Zasłużony Kulturze Gloria Artis” (15 marca 2023)[3]
- Brązowy Medal „Zasłużony Kulturze Gloria Artis” (13 maja 2011)[3]
- Odznaka „Zasłużony Działacz Kultury” (1996)[4]

## Nagrody i wyróżnienia
- Nagroda na II Ogólnopolskim Przeglądzie Spektakli Dyplomowych Szkół Teatralnych w Łodzi za rolę Bluma w spektaklu Kariera Alfa Omegi Juliana Tuwima i Mariana Hemara (1984)
- Nagroda za debiut na Ogólnopolskim Festiwalu Teatrów Jednego Aktora (OFTJA) w Toruniu (1986)
- Grand Prix, Nagroda Dziennikarzy, Nagroda za Wybór i Wykreowanie tekstu literackiego oraz Puchar Prezydenta Miasta Bydgoszczy za spektakl Opowieść o okrutnym zbójniku Folszyńskim i nieszczęsnym kacie Holczuszce wg Milana Zelinki na XXIII Ogólnopolskim Festiwalu Teatrów Jednego Aktora w Toruniu w 1989 r.
- Nagroda Publiczności im. Lidii Zamkow i Leszka Herdegena (Główna Nagroda Spotkań), Nagroda Forum Sponsorów, Nagroda Regionu Dolny Śląsk NSZZ Solidarność na Wrocławskich Spotkaniach Teatrów Jednego Aktora i Małych form (WROSTJA) we Wrocławiu w 1989 za spektakl Opowieść o okrutnym zbójniku Folsztyńskim i nieszczęsnym kacie Holuszce wg tekstu Milana Zelinki
- Nagroda zespołowa na XV Opolskich Konfrontacjach Teatralnych (OKT) w Opolu za rolę w spektaklu Kubuś Fatalista według Denisa Diderota w Teatrze Dramatycznym w Warszawie (1989)
- Nagroda na XXX Kaliskich Spotkaniach Teatralnych (KST) w Kaliszu za rolę Wieni w spektaklu Moskwa–Pietuszki Wieniedikta Jerofiejewa w Teatrze Dramatycznym w Warszawie (1990)
- Nagroda British Council za rolę Błazna Lakmusa w spektaklu Jak wam się podoba Williama Szekspira w Teatrze Dramatycznym w Warszawie (1997)
- Wyróżnienie na XXXVIII KST w Kaliszu za rolę Clova w Końcówce Samuela Becketta w Teatrze Dramatycznym w Warszawie (1998)
- Nagroda Ministra Kultury i Dziedzictwa Narodowego za osiągnięcia artystyczne i pedagogiczne (2000)
- Nagroda na XLV KST dla duetu aktorskiego (z Magdaleną Boczarską) za rolę Senectusa, czyli Merlina w przedstawieniu Merlin. Inna Historia Tadeusza Słobodzianka w Teatrze Narodowym w Warszawie (2005)
- Złota ŻyRybka - nagroda na Interdyscyplinarnym Festiwalu Sztuk Miasto Gwiazd w Żyrardowie, za wieloletnią działalność na rzecz miasta (2012)[5]
- Nagroda im. Jana Machulskiego w kategorii: Najlepszy aktor - za rolę w filmie kr. m. Nocna wizyta (2013)
- Nagroda Teatru Polskiego Radia „Wielki Splendor” za wszechstronność w opisywaniu ludzi i świata, za bogactwo środków artystycznych; I wiarę, że słowa pomagają zrozumieć świat (2021)
- Doroczna Nagroda Ministra Kultury i Dziedzictwa Narodowego w kategorii: Teatr (2021)[6]

Źródło: